# Canton de Jarnac
Le canton de Jarnac est une division administrative française, située dans le département de la Charente et la région Nouvelle-Aquitaine.
À la suite du redécoupage cantonal de 2014, les limites territoriales du canton sont remaniées. Le nombre de communes du canton passe de 14 à 18.

## Histoire
Un nouveau découpage territorial de la Charente entre en vigueur en mars 2015, défini par le décret du 20 février 2014, en application des lois du 17 mai 2013 (loi organique 2013-402 et loi 2013-403). Les conseillers départementaux sont, à compter de ces élections, élus au scrutin majoritaire binominal mixte. Les électeurs de chaque canton élisent au Conseil départemental, nouvelle appellation du Conseil général, deux membres de sexe différent, qui se présentent en binôme de candidats. Les conseillers départementaux sont élus pour 6 ans au scrutin binominal majoritaire à deux tours, l'accès au second tour nécessitant 12,5 % des inscrits au 1er tour. En outre la totalité des conseillers départementaux est renouvelée. Ce nouveau mode de scrutin nécessite un redécoupage des cantons dont le nombre est divisé par deux avec arrondi à l'unité impaire supérieure si ce nombre n'est pas entier impair, assorti de conditions de seuils minimaux. Dans le Charente, le nombre de cantons passe ainsi de 35 à 19. Le nouveau canton de Jarnac est formé de communes des anciens cantons de Jarnac et de Segonzac.

## Géographie
Le canton de Jarnac, entièrement situé sur la rive droite de la Charente, appartient, pour la plus grande partie, à la plaine du Pays bas. Il comprend une vaste plaine peu accidentée, plus élevée dans sa partie orientale et qui s'abaisse vers l'ouest.
Le principal cours d'eau du canton est la Charente, qui en forme la limite méridionale et qui le sépare du canton de Segonzac.
Le principal affluent de la Charente, dans le canton de Jarnac, est la Soloire. Ce cours d'eau prend sa source dans la Charente-Maritime, arrose l'ouest du canton de Jarnac, reçoit à Nercillac l'important ruisseau du Tourtrat et va rejoindre la Charente  près de Boutiers-Saint-Trojan, dans le canton de Cognac-Nord.
La partie orientale du canton est parcourue par la Guirlande, qui se jette dans la Charente entre Bassac et Saint-Simon.
Deux autres petits cours d'eau, la Tenais et la Belloire, rejoignent la Charente près de la ville de Jarnac.

## Représentation

### Conseillers d'arrondissement (de 1833 à 1940)
Le canton de Jarnac avait deux conseillers d'arrondissement.
| Période | Période      | Identité                                          | Étiquette       | Qualité |
| ------- | ------------ | ------------------------------------------------- | --------------- | --- |
| 1833    | 1839         | Jean Jacques                                      |                 | Maire de Sainte-Sévère                                                                                      |
| 1833    | 1839         | Jean Félix Guillé                                 |                 | Propriétaire au Treuil, Foussignac                                                                          |
| 1839    | 1842         | M. Robin                                          |                 | |
| 1842    | 1845         | M. Moquet                                         |                 | Notaire à Jarnac                                                                                            |
| 1845    | 1848         | M. Robin-Beauregard                               |                 | Juge de paix à Jarnac                                                                                       |
| 1848    | 1858         | M. Moquet                                         |                 | Notaire à Jarnac                                                                                            |
| 1852    | 1855         | M. Veau                                           |                 | Notaire à Sigogne                                                                                           |
| 1855    |              | M. Guille                                         |                 | Maire de Foussignac                                                                                         |
| 1858    |              | Auguste Hine                                      |                 | Négociant en cognac, conseiller municipal de Jarnac                                                         |
| 1871    |              | M. Guillé                                         |                 | Banquier à Jarnac                                                                                           |
| 1874    | 1886         | Eugène Jacques                                    | Bonapartiste    | Propriétaire, maire de Sainte-Sévère                                                                        |
| 1880    | 1886         | Pierre Gestraud                                   | Bonapartiste    | Propriétaire à Houlette                                                                                     |
| 1886    | 1898         | Maurice Laporte-Bisquit                           | Républicain     | Négociant, fabricant d'eau-de-vie, maire de Jarnac Sénateur de Charente-Inférieure (1894-1903)              |
| 1886    | 1898         | Edouard Hine (1837-1914)                          | Républicain     | Négociant en eaux-de-vie à Jarnac                                                                           |
| 1898    | 1910         | Louis Commandon                                   | Droite          | Propriétaire et négociant en eaux-de-vie à Jarnac                                                           |
| 1898    | 1904         | Edmond Jacques (1855-1940, fils d'Eugène Jacques) | Droite          | Propriétaire, maire de Sainte-Sévère                                                                        |
| 1904    | 1928         | Marcel Michaud                                    | Républicain -RG | Propriétaire-agriculteur, maire de Fleurac                                                                  |
| 1910    | 1921         | Henri Guillemot                                   | Républicain     | Négociant en eaux-de-vie à Jarnac                                                                           |
| 1921    | 1928 (décès) | Pierre Boujut                                     |                 | Suppléant du juge de paix à Jarnac                                                                          |
| 1931    | 1934         | Armand Goumard                                    | Radical         | Vice-Président de la Caisse du Crédit Agricole de Jarnac                                                    |
| 1934    | 1940         | Jacques Laporte-Bisquit                           | Modéré          | Négociant en eaux-de-vie à Jarnac                                                                           |
| 1934    | 1940 (décès) | Georges Hine (1881-1940)                          | Modéré          | Négociant en eaux-de-vie à Jarnac                                                                           |
| 1940    |              |                                                   |                 | Les conseils d'arrondissement ont été suspendus par la loi du 12 octobre 1940 et n'ont jamais été réactivés |

### Conseillers généraux de 1833 à 2015
| Période | Période         | Identité                                                    | Étiquette             | Qualité |
| ------- | --------------- | ----------------------------------------------------------- | --------------------- | --- |
| 1833    | 1852            | Thomas Georges Hine (1798-1874)                             |                       | Négociant à Cognac Maire de Jarnac (1831-1835, 1840-1848 et 1856-1859)                                                                           |
| 1852    | 1900 (décès)    | Pierre Louis Rambaud de La Rocque (1819-1900)               | Droite orléaniste     | Avocat - Propriétaire à Bassac Président du Conseil Général (1877-1899)                                                                          |
| 1900    | 1929 (décès)    | Marcel Rambaud de La Rocque (1849-1929) (fils du précédent) | Républicain rallié    | Vétéran de la guerre franco-prussienne de 1870-1871 Avocat au Conseil d'Etat et à la Cour de Cassation Propriétaire à Bassac et à Paris          |
| 1929    | 1940            | Maurice Marcilhacy (1878-1951) (gendre du précédent)        | RG                    | Avocat au Conseil d'Etat et à la Cour de Cassation Conseiller municipal de Bassac Maurice Marcilhacy sera nommé conseiller départemental en 1943 |
|         |                 |                                                             |                       | |
| 1945    | 1951 (décès)    | Maurice Marcilhacy                                          | Alliance démocratique | Avocat au Conseil d'Etat Conseiller municipal de Bassac                                                                                          |
| 1951    | 1985            | Pierre Marcilhacy Fils du précédent                         | DVD puis DVG          | Avocat au Conseil d'Etat Sénateur (1948-1980) Conseiller régional (1974-1980)                                                                    |
| 1985    | 1994 (invalidé) | Maurice Voiron (1927-2015)                                  | UDF-CDS               | Chef d'entreprise Maire de Jarnac (1977-2001) |
| 1994    | 1998            | Pierre Bujeaud                                              | UDF-FD                | Exploitant agricole Maire de Triac-Lautrait (1989-2000) Président de la Communauté de Communes de Jarnac (1993-2000)                             |
| 1998    | 2015            | Jean-Pierre Denieul                                         | PS puis DVG           | Enseignant Vice-Président du Conseil Général Adjoint au Maire de Jarnac (2001-2008)                                                              |

#### Élections cantonales de mars 2004
- Résultats du scrutin du 28 mars 2004 :

| Nom                 | Nuance | Voix  | % exprimés | élu/battu |
| ------------------- | ------ | ----- | ---------- | --------- |
| Yves Morinet        | UMP    | 2 225 | 37,81 %    | battu     |
| Jean-Pierre Denieul | PS     | 3 660 | 62,19 %    | réélu     |

- Rappel du 1er tour, scrutin du 21 mars 2004 :

| Nom                 | Nuance         | Voix  | % exprimés | élu/battu  |
| ------------------- | -------------- | ----- | ---------- | ---------- |
| Patrick Fito        | FN             | 592   | 10,70 %    | battu      |
| Yves Morinet        | UMP            | 1 726 | 31,19 %    | ballottage |
| Jean-Pierre Denieul | PS             | 2 725 | 49,25 %    | ballottage |
| Patrick Loiseau     | Extrême gauche | 135   | 2,44 %     | battu      |
| Fabrice Ballanger   | Extrême gauche | 179   | 3,24 %     | battu      |
| Jean-Marie Masson   | PCF            | 176   | 3,18 %     | battu      |

### Représentation à partir de 2015
| Période élective | Période élective | Mandat | Mandat   | Identité          | Nuance | Nuance | Qualité |
| ---------------- | ---------------- | ------ | -------- | ----------------- | ------ | ------ | --- |
| 2015             | 2021             | 2015   | 2021     | Catherine Parent  |        | DVD    | Employée de banque, adjointe au maire de Jarnac (conseillère municipale depuis 2020)                                                                              |
| 2015             | 2021             | 2015   | 2021     | Jérôme Sourisseau |        | UDI    | Proviseur, maire de Bourg-Charente 2ème Vice-Président, puis Président (2020) du Conseil Départemental Président de la Communauté d'Agglomération du Grand-Cognac |
| 2021             | 2028             | 2021   | en cours | Anne Martron      |        | DVC    | Ancienne adjointe au maire de Jarnac |
| 2021             | 2028             | 2021   | en cours | Jérôme Sourisseau |        | MoDem  | Conseiller sortant |

### Résultats détaillés

#### Élections de mars 2015
À l'issue du 1er tour des élections départementales de 2015, deux binômes sont en ballottage : Catherine Parent et Jérôme Sourisseau (Union de la Droite, 39,27 %) et Jean-Pierre Denieul et Sandra Marsaud (Union de la Gauche, 28,31 %). Le taux de participation est de 49,07 % (5 884 votants sur 11 991 inscrits) contre 50,21 % au niveau départementalet 50,17 % au niveau national.
Au second tour, Catherine Parent et Jérôme Sourisseau (Union de la Droite) sont élus avec 58,39 % des suffrages exprimés et un taux de participation de 47,38 % (3 021 voix pour 5 682 votants et 11 992 inscrits).

#### Élections de juin 2021
Le premier tour des élections départementales de 2021 est marqué par un très faible taux de participation (33,26 % au niveau national). Dans le canton de Jarnac, ce taux de participation est de 32,78 % (3 926 votants sur 11 978 inscrits) contre 33,39 % au niveau départemental. À l'issue de ce premier tour, deux binômes sont en ballottage : Anne Martron et Jérôme Sourisseau (DVC, 52,57 %) et Stéphanie Payen et Jérôme Royer (Union à gauche, 28,9 %).
Le second tour des élections est marqué une nouvelle fois par une abstention massive équivalente au premier tour. Les taux de participation sont de 34,3 % au niveau national, 33,99 % dans le département et 32,17 % dans le canton de Jarnac. Anne Martron et Jérôme Sourisseau (DVC) sont élus avec 64,14 % des suffrages exprimés (2 323 voix pour 3 854 votants et 11 980 inscrits),,. 

## Composition

### Composition antérieure à 2015
Le canton de Jarnac comprenait quatorze communes.
| Nom                | Code Insee | Codepostal | Superficie (km2) | Population (dernière pop. légale) | Densité (hab./km2) |
| ------------------ | ---------- | ---------- | ---------------- | --------------------------------- | ------------------ |
| Jarnac (chef-lieu) | 16167      | 16200      | 11,99            | 4 419 (2012)                      | 369                |
| Bassac             | 16032      | 16120      | 7,62             | 550 (2012)                        | 72                 |
| Chassors           | 16088      | 16200      | 13,21            | 1 123 (2012)                      | 85                 |
| Fleurac            | 16139      | 16200      | 2,17             | 244 (2012)                        | 112                |
| Foussignac         | 16145      | 16200      | 15,14            | 592 (2012)                        | 39                 |
| Houlette           | 16165      | 16200      | 7,15             | 387 (2012)                        | 54                 |
| Julienne           | 16174      | 16200      | 6,30             | 482 (2012)                        | 77                 |
| Les Métairies      | 16220      | 16200      | 5,18             | 640 (2012)                        | 124                |
| Mérignac           | 16216      | 16200      | 18,51            | 743 (2012)                        | 40                 |
| Nercillac          | 16243      | 16200      | 16,35            | 1 045 (2012)                      | 64                 |
| Réparsac           | 16277      | 16200      | 11,06            | 636 (2012)                        | 58                 |
| Sainte-Sévère      | 16349      | 16200      | 18,31            | 546 (2012)                        | 30                 |
| Sigogne            | 16369      | 16200      | 22,16            | 972 (2012)                        | 44                 |
| Triac-Lautrait     | 16387      | 16200      | 6,40             | 452 (2012)                        | 71                 |

### Composition postérieure à 2015
Le nouveau canton de Jarnac comprend dix-huit communes entières à sa création.
À la suite de la fusion, au 1er janvier 2019, de Mainxe et de Gondeville pour former la commune de Mainxe-Gondeville, le nombre de communes descend à 17.
| Nom                            | Code Insee | Intercommunalité   | Superficie (km2) | Population (dernière pop. légale) | Densité (hab./km2) | Modifier                                    |
| ------------------------------ | ---------- | ------------------ | ---------------- | --------------------------------- | ------------------ | ------------------------------------------- |
| Jarnac (bureau centralisateur) | 16167      | CA du Grand Cognac | 11,99            | 4 478 (2022)                      | 373                | modifier les données · modifier les données |
| Bassac                         | 16032      | CA du Grand Cognac | 7,62             | 522 (2022)                        | 69                 | modifier les données · modifier les données |
| Bourg-Charente                 | 16056      | CA du Grand Cognac | 12,02            | 885 (2022)                        | 74                 | modifier les données · modifier les données |
| Chassors                       | 16088      | CA du Grand Cognac | 13,21            | 1 103 (2022)                      | 83                 | modifier les données · modifier les données |
| Fleurac                        | 16139      | CA du Grand Cognac | 2,17             | 220 (2022)                        | 101                | modifier les données · modifier les données |
| Foussignac                     | 16145      | CA du Grand Cognac | 15,14            | 656 (2022)                        | 43                 | modifier les données · modifier les données |
| Houlette                       | 16165      | CA du Grand Cognac | 7,15             | 395 (2022)                        | 55                 | modifier les données · modifier les données |
| Julienne                       | 16174      | CA du Grand Cognac | 6,30             | 540 (2022)                        | 86                 | modifier les données · modifier les données |
| Mainxe-Gondeville              | 16153      | CA du Grand Cognac | 15,56            | 1 184 (2022)                      | 76                 | modifier les données · modifier les données |
| Mérignac                       | 16216      | CA du Grand Cognac | 18,51            | 812 (2022)                        | 44                 | modifier les données · modifier les données |
| Les Métairies                  | 16220      | CA du Grand Cognac | 5,18             | 714 (2022)                        | 138                | modifier les données · modifier les données |
| Nercillac                      | 16243      | CA du Grand Cognac | 16,35            | 1 036 (2022)                      | 63                 | modifier les données · modifier les données |
| Réparsac                       | 16277      | CA du Grand Cognac | 11,06            | 617 (2022)                        | 56                 | modifier les données · modifier les données |
| Saint-Même-les-Carrières       | 16340      | CA du Grand Cognac | 15,14            | 1 029 (2022)                      | 68                 | modifier les données · modifier les données |
| Sainte-Sévère                  | 16349      | CA du Grand Cognac | 18,31            | 509 (2022)                        | 28                 | modifier les données · modifier les données |
| Sigogne                        | 16369      | CA du Grand Cognac | 22,16            | 965 (2022)                        | 44                 | modifier les données · modifier les données |
| Triac-Lautrait                 | 16387      | CA du Grand Cognac | 6,40             | 462 (2022)                        | 72                 | modifier les données · modifier les données |
| Canton de Jarnac               | 1615       |                    | 204,27           | 16 127 (2022)                     | 79                 | modifier les données                        |

## Démographie

### Démographie avant 2015
| 1962   | 1968   | 1975   | 1982   | 1990   | 1999   | 2006   | 2011   | 2012   |
| ------ | ------ | ------ | ------ | ------ | ------ | ------ | ------ | ------ |
| 11 073 | 11 336 | 12 060 | 12 145 | 12 795 | 12 394 | 12 532 | 12 773 | 12 831 |

### Démographie depuis 2015
En 2022, le canton comptait 16 127 habitants, en évolution de −0,1 % par rapport à 2016 (Charente : −0,48 %, France hors Mayotte : +2,11 %).
| 2013   | 2018   | 2022   |
| ------ | ------ | ------ |
| 16 111 | 16 061 | 16 127 |